# Égletons (tổng)
Tổng Égletons là một tổng của Pháp tọa lạc tại tỉnh Corrèze trong vùng Lumousin.

## Địa lý
Tổng này được tổ chức xung quanh Égletons trong quận Tulle. Độ cao khu vực này là 390 m (Moustier-Ventadour) đến 876 m (Saint-Yrieix-le-Déjalat) độ cao trung bình trên mực nước biển là 627 m.

## Hành chính
{{Tab conseiller général|2001-2005|Bernadette Bourzai|[[Đảng xã hội (Pháp)|PS
{{Tab conseiller général|2005-2008|Michel Paillassou|UMP
| Giai đoạn | Ủy viên | Đảng | Tư cách |
| --------- | ------- | ---- | ------- |

{{Tab conseiller général|2008-2011|Michel Paillassou|UMP2008 - 2014 thị trưởngEGLETONS
|}

## Phân chia đơn vị hành chính
Tổng Égletons được chia thành 8 xã và khoảng 6 876 người (điều tra dân số năm 1999 không tính trùng dân số).
| Xã                         | Dân số | Mã bưu chính | Mã insee |
| -------------------------- | ------ | ------------ | -------- |
| Champagnac-la-Noaille      | 190    | 19320        | 19039    |
| Chapelle-Spinasse          | 133    | 19300        | 19046    |
| Égletons                   | 4 087  | 19300        | 19073    |
| Le Jardin                  | 75     | 19300        | 19092    |
| Montaignac-Saint-Hippolyte | 565    | 19300        | 19143    |
| Moustier-Ventadour         | 416    | 19300        | 19145    |
| Rosiers-d'Égletons         | 1 018  | 19300        | 19176    |
| Saint-Yrieix-le-Déjalat    | 392    | 19300        | 19249    |

## Thông tin nhân khẩu
| 1962                                                     | 1968  | 1975  | 1982  | 1990  | 1999  |
| -------------------------------------------------------- | ----- | ----- | ----- | ----- | ----- |
| 5 997                                                    | 6 653 | 7 370 | 7 372 | 7 365 | 6 876 |
| Nombre retenu à partir de 1962 : dân số không tính trùng |       |       |       |       |       |